# Liste der Kulturgüter in Roggwil BE
Die Liste der Kulturgüter in Roggwil BE enthält alle Objekte in der Gemeinde Roggwil im Kanton Bern, die gemäss der Haager Konvention zum Schutz von Kulturgut bei bewaffneten Konflikten, dem Bundesgesetz vom 20. Juni 2014 über den Schutz der Kulturgüter bei bewaffneten Konflikten sowie der Verordnung vom 29. Oktober 2014 über den Schutz der Kulturgüter bei bewaffneten Konflikten unter Schutz stehen.
Objekte der Kategorien A und B sind vollständig in der Liste enthalten, Objekte der Kategorie C fehlen zurzeit (Stand: 5. April 2024). Unter übrige Baudenkmäler sind geschützte Objekte zu finden, die im Bauinventar des Kantons Bern als «schützenswert» verzeichnet sind.

## Kulturgüter
| Foto |                                                                                  | Objekt                                               | Kat. | Typ | Standort                           | Beschreibung |
| ---- | -------------------------------------------------------------------------------- | ---------------------------------------------------- | ---- | --- | ---------------------------------- | --- |
| BW   | Datei hochladen · Wikidata zu Fryburg, spätlatènezeitliches Oppidum (Q110881163) | Fryburg, spätlatènezeitliches Oppidum KGS-Nr.: 16539 | A    | F   | Underi Fryburg 629100 / 232972     | |
| ja   | Datei hochladen · Wikidata zu Gasthof Bären (Q29674654)                          | Gasthof Bären KGS-Nr.: 01176                         | B    | G   | St. Urbanstrasse 7 629246 / 232260 | Der 1810 erbaute Gasthof ist ein herrschaftlicher Putzbau mit grossem Walmdach. Gegliedert wird er durch Sockel, Stockwerkgesimse und gebänderte Lisenen aus Haustein sowie symmetrisch angeordnete Stichbogenfenster. Der Mittelteil der Hauptfassade wird durch eine fünfstufige Treppe hervorgehoben, im Nordwesten ist eine hölzerne Laube angebracht.                                              |
| ja   | Datei hochladen · Wikidata zu Reformierte Kirche (Q29674662)                     | Reformierte Kirche KGS-Nr.: 01177                    | B    | G   | Dorfstrasse 12 629001 / 232180     | 1664/65 erbautes Kirchengebäude mit daran angebautem, stockwerkweise gegliedertem Frontturm von 1777. Der nach Süden orientierte barocke Predigtsaal besitzt ein sehr steiles, über dem Polygonalschluss abgewalmtes Satteldach. Türen und Rundbogenfenster sind symmetrisch angeordnet. Über dem Osteingang ist eine Wappenpyramide mit den Wappen Berns und des Heiligen Römischen Reiches befestigt. |

## Übrige Baudenkmäler
Hinweis: Anstelle der KGS-Nummer wird als Objekt-Identifikator (ID) die Grundstücksnummer verwendet.
| ID   | Foto |                                                     | Objekt                                | Typ | Standort                                               | Beschreibung |
| ---- | ---- | --------------------------------------------------- | ------------------------------------- | --- | ------------------------------------------------------ | ------------ |
| 1    | BW   | Datei hochladen                                     | Pfarrhaus (1665)                      | G   | Dorfstrasse 8 629023 / 232253                          |              |
| 2    | BW   | Datei hochladen                                     | Primarschulhaus (1912/13)             | G   | Dorfstrasse 10 628990 / 232241                         |              |
| 17   | BW   | Datei hochladen                                     | Brunnen (1825)                        | K   | Schmittenstrasse/ob. Schmittenweg N.N. 628796 / 231929 |              |
| 34   | BW   | Datei hochladen                                     | Wohnstock (um 1830)                   | G   | Brennofenstrasse 2 629021 / 232061                     |              |
| 110  | BW   | Datei hochladen                                     | Primarschulhaus (1878)                | G   | Dorfstrasse 13 629047 / 232219                         |              |
| 343  | ja   | Datei hochladen · Wikidata zu Wohnhaus (Q112342406) | Wohnhaus (um 1890)                    | G   | St. Urbanstrasse 81 630135 / 231367                    |              |
| 494  | BW   | Datei hochladen                                     | Ehemaliges Bauernhaus (Ende 18. Jh.)  | G   | Oberer Schmittenweg 7 628833 / 231914                  |              |
| 655  | BW   | Datei hochladen                                     | Speicher / Dorfmuseum (Ende 17. Jh.)  | G   | Bahnhofstrasse 10 629084 / 232359                      |              |
| 752  | BW   | Datei hochladen                                     | Scheune (1905)                        | G   | St. Urbanstrasse 5 629213 / 232261                     |              |
| 753  | BW   | Datei hochladen                                     | Bauernhaus (1805)                     | G   | Brennofenstrasse 7 629104 / 232018                     |              |
| 753  | BW   | Datei hochladen                                     | Angestelltenhaus (um 1850)            | G   | Brennofenstrasse 7a 629099 / 232057                    |              |
| 992  | BW   | Datei hochladen                                     | Villa (1906)                          | G   | Geissbergstrasse 1 629345 / 232139                     |              |
| 1044 | BW   | Datei hochladen                                     | Ehemaliges Doppeltaunerhaus (um 1750) | G   | Schmittenstrasse 18 628755 / 231941                    |              |
| 1364 | BW   | Datei hochladen                                     | Wohnhaus (Mitte 19. Jh.)              | G   | Käsereistrasse 3 628982 / 232279                       |              |
| 1486 | BW   | Datei hochladen                                     | Stöckli (Ende 18. Jh.)                | G   | Schmittenstrasse 26 628672 / 231896                    |              |
| 1644 | BW   | Datei hochladen                                     | Speicher (2. Hälfte 18. Jh.)          | G   | Bahnhofstrasse 18a 629038 / 232411                     |              |
| 2147 | BW   | Datei hochladen                                     | Wohnstock (1811)                      | G   | Brennofenstrasse 3 629082 / 232034                     |              |
| 2642 | BW   | Datei hochladen                                     | Bauernhaus (frühes 19. Jh.)           | G   | Bei der Kirche 2 628963 / 232185                       |              |
| 2666 | BW   | Datei hochladen                                     | Gasthaus Gambrinus (um 1880)          | G   | Hintergasse 2 628932 / 232392                          |              |